# Heilig-Kreuz-Kapelle (Prager Burg)

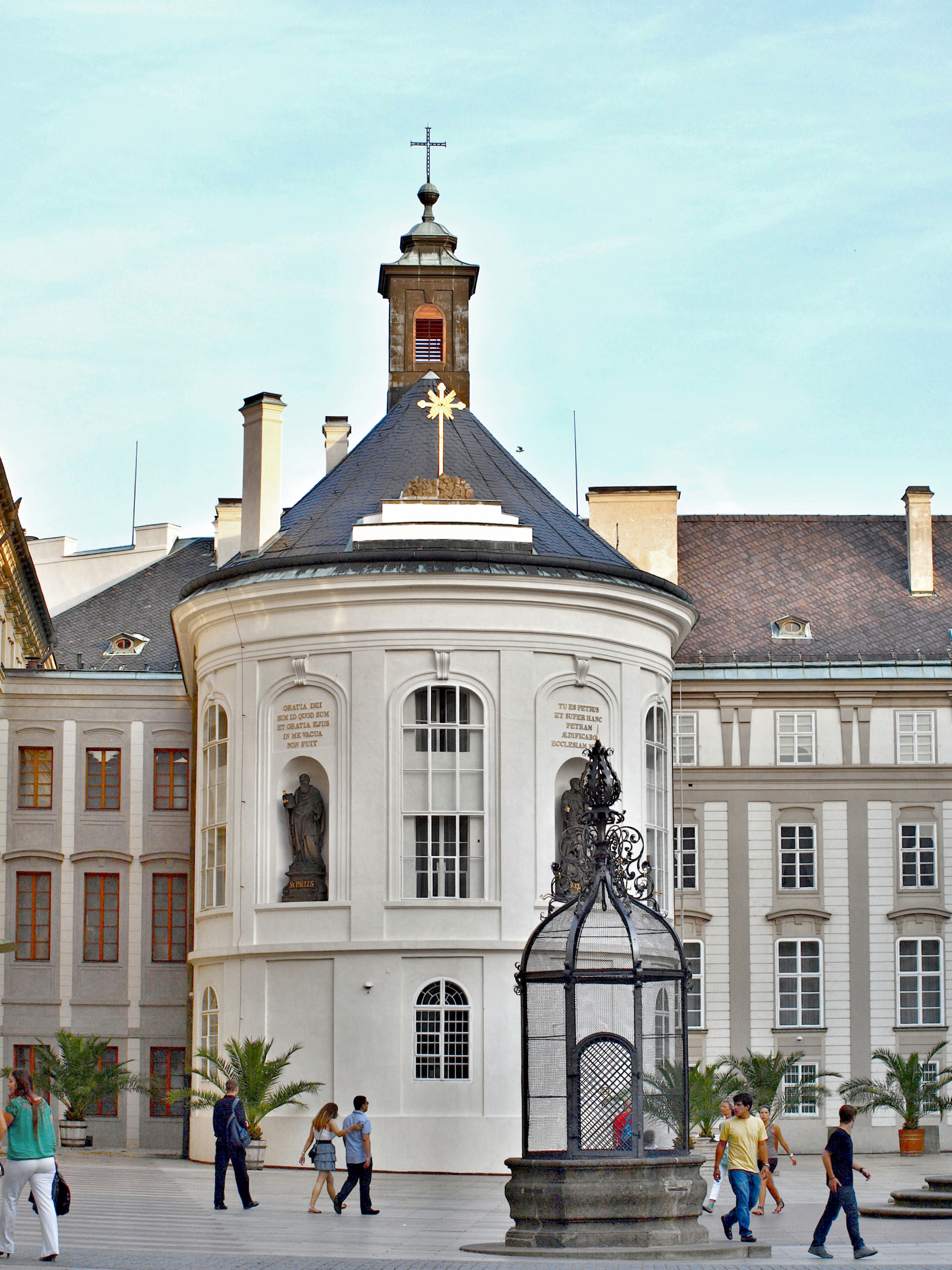
Die Heilig-Kreuz-Kapelle auf dem II. Burghof

Die spätbarocke Heilig-Kreuz-Kapelle (tschechisch Kaple svatého Kříže) auf der Prager Burg steht in der südöstlichen Ecke des II. Burghofs. Sie wurde im 18. Jahrhundert während der theresianischen Umbauten der Prager Burg errichtet. Der Innenraum ist mit Gemälden und Statuen reich geschmückt. Im 20. und im 21. Jahrhundert war hier zeitweise der Prager Domschatz ausgestellt.

## Geschichte und Beschreibung

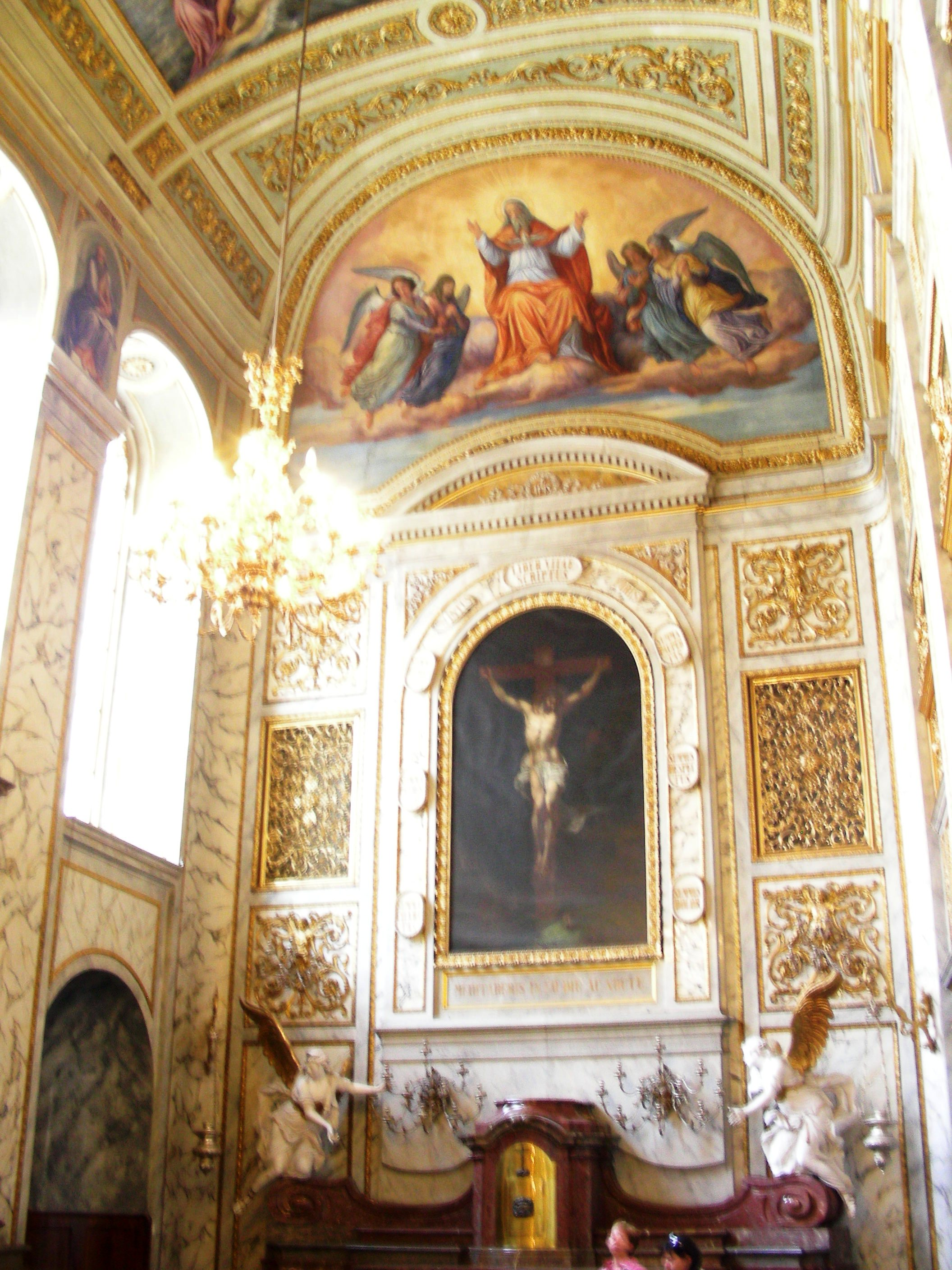
Hauptaltar mit dem Kreuzigungsbild

Die einschiffige Kapelle wurde in den Jahren 1758–1763 errichtet, zur Zeit der umfangreichen barocken Umbauten der Prager Burg durch die böhmische Königin Maria Theresia. Die Arbeiten führte Baumeister Anselmo Lurago nach einem Entwurf von Maria Theresias Hofarchitekten Nicolo Pagassi aus.
Das heutige Aussehen der Kapelle ist durch den klassizistischen Umbau der Jahre 1852–1858 geprägt. Die Umgestaltung haben Kaiser Ferdinand I. und seine Gemahlin Maria Anna veranlasst, die nach Ferdinands Abdankung seit 1848 auf der Prager Burg wohnten. Das königliche Oratorium wurde rekonstruiert, der Innenraum im neubarocken Stil umgestaltet und mit Decken- und Wandgemälden mit Szenen aus dem Alten und Neuen Testament von Wilhelm Kandler und Josef Navrátil geschmückt.
Am Hauptaltar aus künstlichem Marmor sieht man Engelsskulpturen von Ignaz Franz Platzer aus der zweiten Hälfte des 18. Jahrhunderts und ein großes Kreuzigungsbild des Malers Franz Xaver Palko, von dem auch die Gemälde der hll. Veit, Wenzel, Teresa und Franz von Assisi an den Seitenaltären stammen. Außen an der Kirche stehen Sandsteinstatuen der Apostel Petrus und Paulus von Emanuel Max von Wachstein aus dem Jahr 1854, der auch die Marmorstatue des Landesheiligen Johannes Nepomuk am Eingang der Kapelle geschaffen hat.
In den 1960er Jahren wurde die Kapelle umgestaltet und diente 1961–1989 als Ausstellungssaal für den Prager Domschatz. Danach war hier das touristische Informationszentrum untergebracht und 2012–2020 wieder die Ausstellung des Domschatzes.